# Мавзолей Эмира Бурундука
Мавзолей Эмира Бурундука — архитектурный памятник в Самарканде, входящий в ансамбль Шахи-Зинда. Построен в 90-е годы XIV века.

## Исторический срез

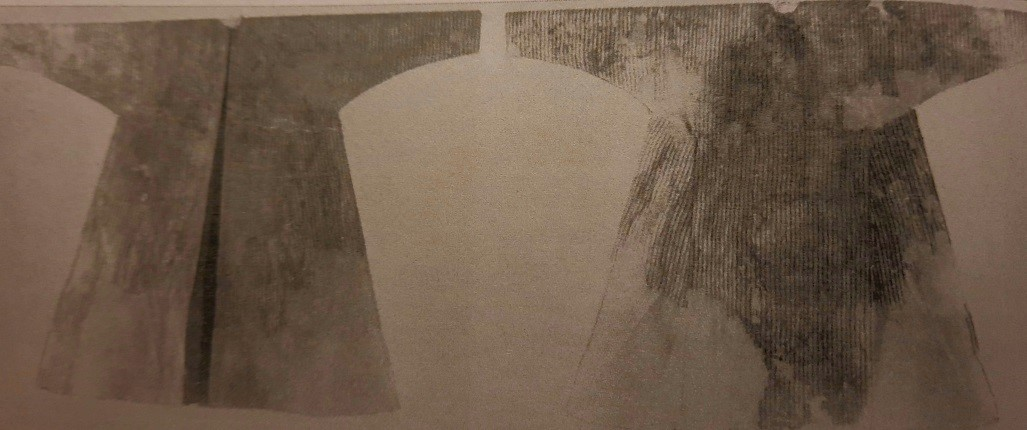
Из книги Немцевой Н. Б., Ансамбль Шахи-Зинда: история-археология-архитектура XI—XXI вв. Самарканд, 2019.

Мавзолей Эмира Бурундука — одна из наиболее скромных по изразцовому декору усыпальниц ансамбля Шахи-Зинда темуридовского времени. На здании не сохранилось ни даты постройки, ни других исторических надписей. По преданию, мавзолей принадлежит одному из сподвижников Амира Темура — эмиру Бурундуку, который много раз упомянут Шараф ад-Дином Йазди в «Зафар Наме» («Книга побед»). Первое археологическое обследование мавзолея выполнил в 1925 году Вяткин В. Л. Был расчищен мавзолей и через пролом в полах обследован склеп. В 1963 году в связи с реставрацией осуществлено полное архитектурно-археологическое исследование и обмеры мавзолея (Немцева Н. Б. Шваб Ю. З.). Обследование пилонов портала показало, что под декоративной «рубашкой» идет сплошной массив однородной кирпичной кладки без каких-либо признаков конструктивных перестроек. По каким-то причинам отделка портала мавзолея, начатая в XIV веке (резная терракота северного пилона), была прервана на длительный срок и завершена в стиле кирпичной мозаики в начале XV века, может быть при отделке комплекса Туман-ака в 1405/06 годах. Если предания верны и усыпальница действительно принадлежит эмиру Бурундуку, то это неудивительно, что здание отделывалось в несколько этапов. Длительные завоевательные походы Амира Темура в конце XIV — начале XV веков, политические смуты после его смерти, в которых активно участвовал Бурундук, на долгие годы отвлекали заказчика от строительных работ. Мавзолей эмира Бурундука выстроен на месте северо-восточного крыла медресе, которое окончательно было разобрано при возведении комплекса Туман-ака в начале XV века.

## Описание мавзолея
Типологически мавзолей относится к группе однокамерных гробниц 90-х годов XIV века с двойным внутренним и внешним куполом на граненом барабане. Внешний купол не сохранился.
Размеры мавзолея:
Снаружи 12,5×11 м
Внутри 8,5×8,5 м
Высота 14 м
Наружные стены не облицованы. Главный восточный фасад выделен традиционным пештаком, от которого сохранился северный пилон и часть портальной ниши с остатками декора. На месте южного пилона — ремонтный контрфорс. На северном пилоне до реставрации 2004 года можно было видеть декор из резной поливной терракоты с крупными восьмилепестковыми розетками и поперечно-полосатым бордюром. Ниша портала (щека, софит) отделана изразцами из кирпичной мозаики с геометрическим и эпиграфическим орнаментом. Разительное отличие отделки уцелевшего пилона (резная поливная терракота) от декора портальной ниши (кирпичная мозаика) дали в свое время основание ошибочно полагать, что северный пилон принадлежит другому, более раннему (70-е годы XIV в.) зданию. Исследования 1963 года показали, что конструктивная основа здания едина. Облицовка при этом может быть разновременной.

## Интерьер мавзолея
Интерьер мавзолея в белой ганчевой штукатурке по осям стен разбит глухими нишами со стрельчатым завершением, по сторонам ниш вертикальные рельефные панно. В углах подкупольного восьмигранника арочные тромпы, заполненные ганчевыми сталактитами. В основании стен сохранилась изумительная по тонкости исполнения и красочности майоликовая панель из шестигранных шашек, расписанных цветочным орнаментом. Наиболее уцелевшее панно с пышным живописным букетом в рельефной многолопастной арке «даури-поя» сохранились на восточной стене интерьера. Скуфья внутреннего купола декорирована рельефными ганчевыми гуртами, которые создают звездчатый узор с фокусом в замке, основные линии узора подчеркнуты цветом.

## Склеп мавзолея

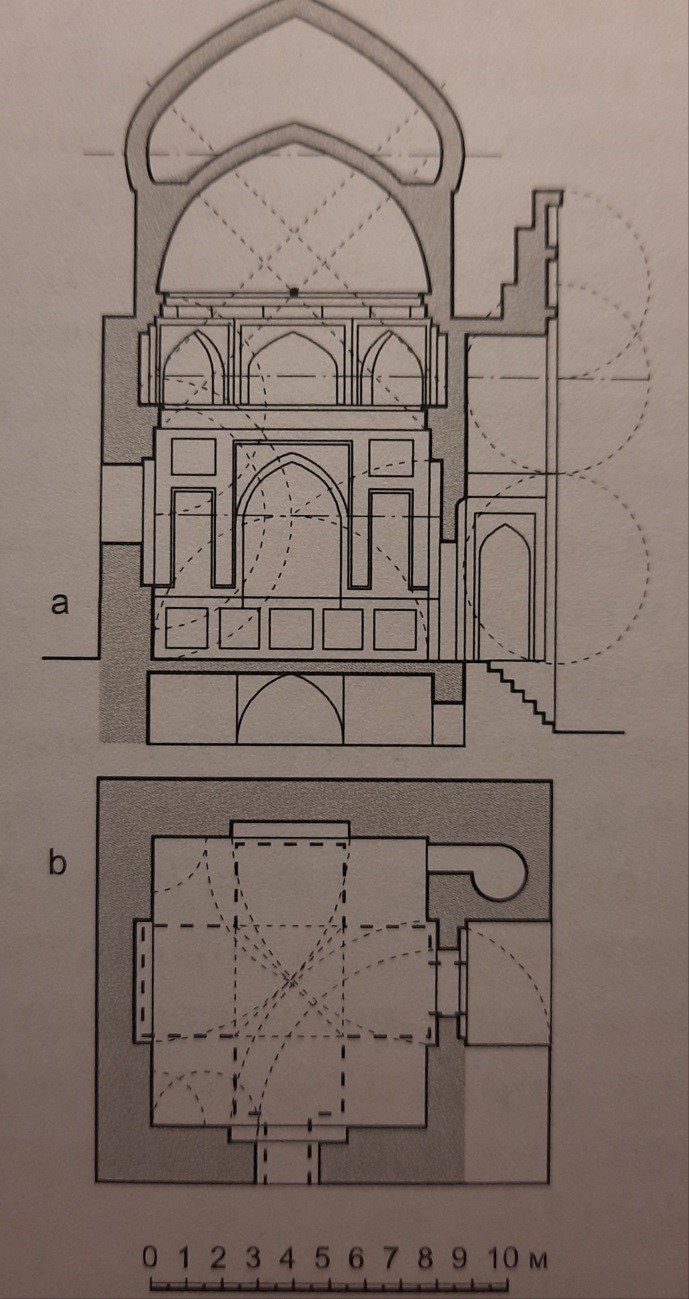
Из книги Немцевой Н. Б., Ансамбль Шахи-Зинда: история-археология-архитектура XI—XXI вв. Самарканд, 2019.

Склеп мавзолея — самый просторный из всех склепов Шахи-Зинда в XIV веке. Это не автономная камера, выстроенная в отдельном котловане, как в ранних усыпальницах, а сложное по конфигурации помещение, где стены наземной части мавзолея продолжают стены склепа. Такая технология характерна для мавзолеев конца XIV — начала XV веков. Склеп представлен крупным (6,90 х 7,8 м по осям) крестовидным помещением с глубокими нишами по сторонам (ширина −2,6 м, глубина — 2,15 — 2,60 м) перекрытых стрельчатыми сводами (высота 2 м), переходящих в центральную часть склепа, перекрытую крестовым сводом. Склеп построен из прямоугольного, караханидского формата, кирпича (29 х 18 х 4 см), видимо из разобранного медресе Кусамийа XI века. Стены покрыты толстым слоем ганча. Наземная часть усыпальницы сложена из квадратного кирпича (26-27 х 26-27 х 5-6 см), типичного для Самарканда XIV—XV веков. Как и наземная часть склеп имеет два входа: один со стороны южного фасада, второй выходил в портальную нишу и был задрапирован ступенями. Всего в склепе мавзолея было совершено 9 захоронений. Три находились в западной нише склепа. Два в деревянных гробах-табутах, одно детское совершено в одежде (полосатый халат), другие погребения — без гроба, на полу склепа. Одежда ребенка представляет собой халатик из шелковой полосатой ткани на шелковой подкладке светло- коричневых тонов. Первоначальный цвет, по химическому анализу Федорович Е. Ф., мог быть розовым с узором вишневого цвета.
Покрой найденного халатика традиционной формы, известной по средневековой миниатюре и современной одежде местного населения.

## Эпиграфика
Ниша портала (щека, софит) отделана изразцами из кирпичной мозаики с геометрическим и эпиграфическим орнаментом.